# Carpe Diem (Pretty Maids)
Carpe Diem è il nono album in studio dei Pretty Maids, uscito nel 2000 per l'Etichetta discografica Massacre Records.

## Tracce
Tutte le canzoni sono scritte da Ronnie Atkins e da Ken Hammer.
1. Violent Tribe - 4:24
2. Carpe Diem - 3:51
3. Tortured Spirit - 4:27
4. Wouldn't Miss You - 4:08
5. Clay - 3:56
6. Poisoned Pleasures - 3:24
7. Until It Dies - 5:12
8. The Unwritten Pages - 4:34
9. For Once in Your Life - 5:11
10. They're All Alike - 3:43
11. Time Awaits for No One - 4:43
12. Invisible Chains - 3:47

## Formazione
- Ronnie Atkins – voce
- Ken Hammer - chitarra
- Kenn Jackson - basso
- Michael Fast – batteria
- Alan Owen - tastiere